# Dennis Bovell
Dennis Bovell, noto anche con lo pseudonimo di Blackbeard (Saint Peter, 22 maggio 1953), è un musicista e produttore discografico barbadiano.

## Biografia

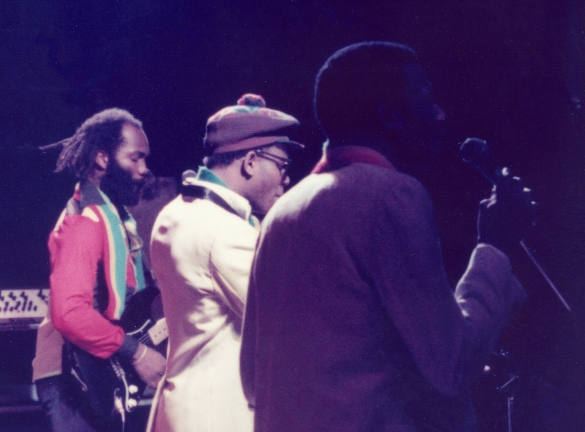
Dennis Bovell (a sinistra) con Matumbi a Cardiff nel 1978.

Suona chitarra, basso e tastiere. Nel 1970 ha fondato il gruppo reggae Matumbi, in breve tempo diventato uno dei più noti del genere reggae inglese.
Come produttore ha collaborato con numerosi artisti: Linton Kwesi Johnson, Alpha Blondy, I-Roy, Fela Kuti, Madness, The Pop Group, The Slits, Orange Juice, Thompson Twins, Bananarama, Sharon Shannon, fino agli italiani 99 Posse e Gaudi.

## Discografia
- 1980 - Dennis Bovell - I Wah Dub
- 1981 - Dennis Bovell- Brain Damage
- 1986 - Dennis Bovell & The Dub Band - Audio Active

### Raccolte
- 1993 - Dennis Bovell - Dub Master (Jamaica Gold)
- 2003 - Dennis Bovell - Decibel (More Cuts And Dubs) (Pressure Sounds)